# Гданська Померанія
54°21′00″ пн. ш. 18°39′10″ сх. д. / 54.35° пн. ш. 18.652777777778° сх. д.
Гданська Померанія (пол. Pomorze Gdańskie), Східне Помор'я або Східна Померанія (пол. Pomorze Wschodnie; каш. Pòrénkòwô Pòmòrskô) географічний край на півночі Польщі займає східну частину Поморського воєводства. Це сучасні назви, тому що територія раніше належала Західній Пруссії і Королівській Пруссії, у тому числі історичні Помералія, Слупськ, Хелмнська земля, Любава, Михаловська земля і Помезанія.
Область була вперше названа 'Польська Померанія' ('Polskie Pomorze') істориком Станиславом Кужотом наприкінці 19-го століття, щоб відрізняти її від Внутрішньої і Дальньої Померанії і, щоб дати польську назву краю під владою німецької Пруссії.
Після Першої Світової війни, велика частина цієї області стала частиною новоствореної Польщі і після II Світової війни, Польща отримала залишок області, у тому числі місто Гданськ (Данциг). Назви були замінені у Польській Померанії, після того, як Дальня Померанія і незначна частина Внутрішньої Померанії були також передані Польщі як частина знов приєднаних територій від Німеччини.

## Географія
Гданська Померанія лежить на Прибалтійській низовині. Основна річка регіону — Вісла, що впадає в Гданську затоку. Уздовж узбережжя тягнеться ланцюг невеликих озер.
Найбільші міста (дані на 2004 рік):
- Гданськ (460 тис. осіб)
- Гдиня (253 тис. осіб)
- Тчев (60 тис. осіб)
- Старогард Гданський (48 тис. осіб)
- Хойніце (40 тис. осіб)
- Сопот (40 тис. осіб)

### Населення
Тубільне населення області є слов'яни-кашуби, які розмовляють кашубським діалектом померанської мови. Інше тубільне населення є Косеваці і Боровеці. Це етноси польського населення.